# Кучеренко, Феодосий Трофимович
Феодосий Трофимович Кучеренко (род. 1921 год) — винодел виноградарского совхоза-завода «Чумай» Министерства пищевой промышленности Молдавской ССР. Герой Социалистического Труда (1971).

## Биография
Родился в 1921 году в селе Балабанка. Член КПСС с 1947 года.
С 1946 года — на хозяйственной, общественной и политической работе. В 1946—1982 гг. — винодел, главный винодел, заместитель директора виноградарского совхоза-завода «Чумай» Министерства пищевой промышленности Молдавской ССР.
Автор сортов вин «Чумай», «Норок», «Мускат молдавский».
Досрочно выполнил личные социалистические обязательства и плановые производственные задания Восьмой пятилетки (1965—1970). Указом Президиума Верховного Совета СССР от 26 апреля 1971 года «за выдающиеся успехи, достигнутые в выполнении заданий пятилетнего плана по развитию пищевой промышленности» удостоен звания Героя Социалистического Труда с вручением ордена Ленина и золотой медали Серп и Молот.
Умер после 1982 года.